# Црква Рођења Пресвете Богородице у Мокри
Црква Рођења Пресвете Богородице у Мокри, насељеном месту на територији општине Бела Паланка, православни је храм који припада Епархији нишкој Српске православне цркве.
Црква посвећена Рођењу Пресвете Богородице ( Мала Госпојина), грађена је у периоду од 1911. до 1924. године. Овај застој се десио због наступања Првог светског рата, а освећена је 1925. године од стране епископа нишког Доситеја. Летописи говоре да је на месту цркве у 19. веку постојала је дрвена црква. Црква је реновирана 2010. године, највећом заслугом протосинђела Серафима Живковића.